# 메리 카릴로

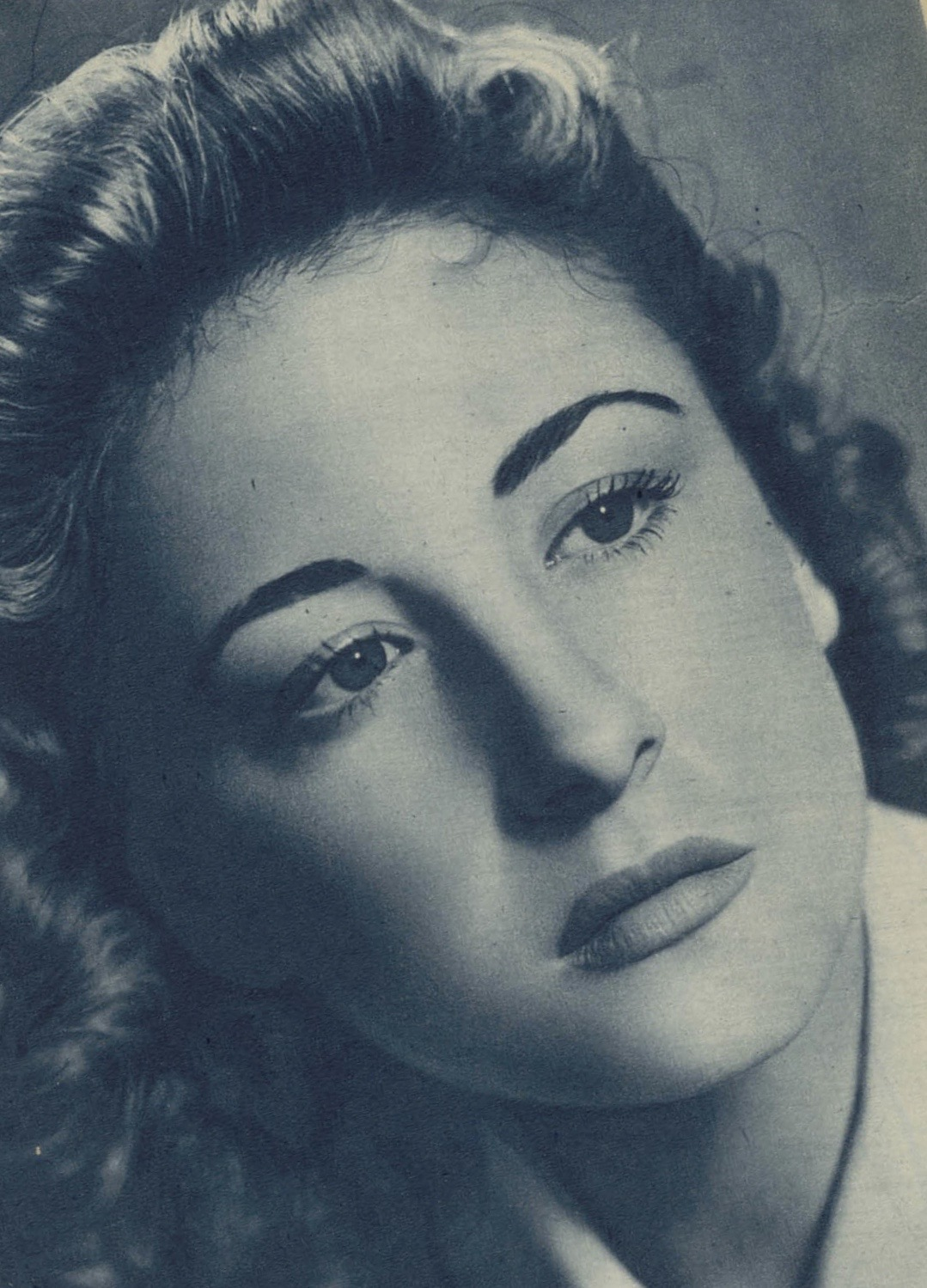

메리 카릴로(Mary Carrillo, 1919년 10월 14일~2009년 7월 31일)는 스페인의 배우이다.
톨레도에서 태어났으며 마드리드에서 사망하였다. 사인은 알츠하이머병이다.

## 영화
- 아케라레(1984년)
- 나쁜 버릇(1983년)
- 트라웃(1978년)
- 더 리틀 아파트먼트(1959년)
- 페브라(1943년)